# Charles Wyville Thomson

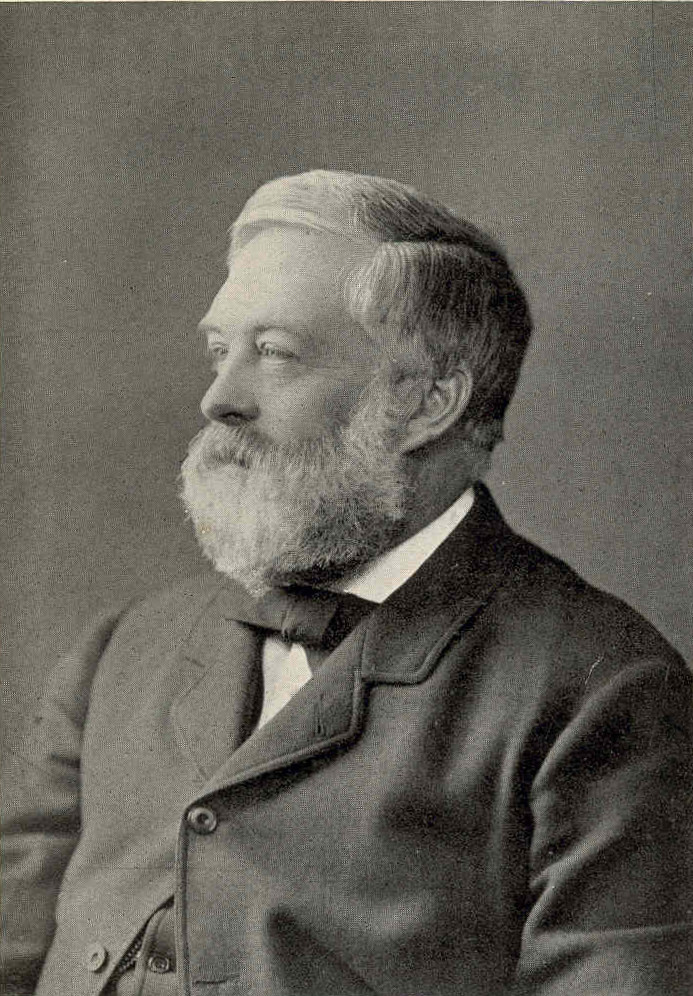
Charles Wyville Thomson

Sir Charles Wyville Thomson (* 5. März 1830 in Bonsyde, West Lothian; † 10. März 1882 ebenda) war Professor für Zoologie.

## Leben und Wirken
Thomson wurde auf dem Stammgut seiner Familie in Schottland geboren und war Schüler der Merchiston Castle School. Er studierte an der Universität Edinburgh. Er wirkte zunächst als Dozent der Botanik am King’s College in Aberdeen, dann als Professor der Naturgeschichte am Queen’s College in Cork (1853–1854) und schließlich als Professor der Mineralogie und der Geologie am Queen’s College in Belfast (1854–1868).
Mit dem britischen Naturforscher und Physiologen William Benjamin Carpenter machte Thomson auf dem Kanonenboot Lightning 1868 und auf dem Wachtschiff Porcupine 1869 die ersten Fahrten zur Erforschung der Tiefseefauna im Nordatlantik und im Mittelmeer. Thomson arbeitete mit Michael Sars, einem norwegischen Biologen zusammen, der vor den Lofoten Tiefseeproben sammelte.
1870 wurde er den Regius Professor of Natural History in Edinburgh.
1872 bis 1876 leitete Thomson die Challenger-Expedition und erhielt dafür von Königin Victoria die Ritterwürde sowie die Royal Medal der Royal Society.
Thomson starb am 10. März 1882 auf seinem Landsitz in Bonsyde. Ein Fenster in der St. Michael’s Parish Church in Linlithgow erinnert an ihn.

## Ehrungen
1855 wurde Thomson zum Mitglied (Fellow) der Royal Society of Edinburgh gewählt. 1875 wurde er zum korrespondierenden Mitglied der Göttinger Akademie der Wissenschaften gewählt.
Nach ihm ist der Wyville-Thomson-Rücken benannt, ein Meeresrücken zwischen Schottland und den Färöern.

## Schriften (Auswahl)
- The Depths of the Sea. An Account of the General Results of the Dredging Cruises of H.M.SS. ‘Porcupine’ and ‘Lightning’ during the Summers of 1868, 1869, and 1870, under the scientific direction of Dr. Carpenter, F.R.S., J. Gwyn Jeffreys, F.R.S., and Dr. Wyville Thomson, F.R.S. Macmillan, London 1873 (Volltext).
- The voyage of the ‘Challenger.’ The Atlantic. A preliminary account of the general results of the exploring voyage of H.M.S. ‘Challenger’ during the year 1873 and the early part of the year 1876. 2 Bände, Macmillan, London 1877 (Band 1, Band 2).